# Pygochelidon cyanoleuca
La golondrina barranquera (Pygochelidon cyanoleuca), también conocida como golondrina de dorso negro o golondrina azul y blanca, es una especie de ave paseriforme de la familia Hirundinidae, que anida desde el sur de Nicaragua hasta América del Sur, excepto en los desiertos y la cuenca del Amazonas. La especie del sur es migratoria, invernando tan al norte como Trinidad, donde es un visitante regular. La especie nominal del norte puede haberse criado en esa isla.
La especie fue descrita por primera vez por Dámaso Antonio Larrañaga en 1810 bajo el nombre de Hirundo minor, pero fue publicada formalmente como Hirundo cyanoleuca por el ornitólogo francés Louis Vieillot en 1817, basándose  en un espécimen que el creyó que era de Paraguay. El nombre científico significa lo mismo que el nombre común en inglés.

## Descripción
La golondrina azul y blanco adulto tiene un promedio de 11-12 cm de largo y pesa cerca de 10g.  Tiene el dorso azul oscuro y el vientre blanco; bajo las alas y la superficie inferior de su corta cola bifurcad es de color negro. La golondrina joven es café por encima, por debajo de color beige, y tiene una cola menos bifurcada. La llamada o canto es un zumbido "dzzzhreeee".
Hay tres subespecies. La denominada P. c. cyanoleuca que se encuentra desde Nicaragua y el sur de Trinidad hasta el noroeste de Argentina, Paraguay y Uruguay. La especie migratoria del Sur P. c. patagonica es más grande (13,5 cm), tiene un color más pálido bajo las alas y blanco en la parte interior de la cubierta de las alas. P. c. peruviana se limita solamente a la costa de Perú hasta 2500 m de altitud. Es más pequeña que la ssp. patagonica, es menos blanca bajo la cola; bajo las alas y laterales son más oscuras.

## Ecología
Esta es una golondrina de áreas abiertas, como aldeas y pueblos, granjas y claros de bosques. En América Central es un ave de tierras altas, pero en otras partes su área de distribución puede abarcar las tierras bajas hasta una altitud de 4000 m.
Esta especie se encuentra con frecuencia en pequeñas bandadas, cuando no está anidando. La golondrina azul y blanco subsiste principalmente con una dieta de insectos, que atrapa en el aire, se les ha visto congregarse en donde hay termitas. El vuelo suele ser agitado, y esta golondrina con frecuencia se posa en cables o ramas.
El nido de paja de la golondrina azul y blanco es construido por ambos adultos en una amplia gama de origen natural o cavidades hechas por el hombre, dentro de las cuales se incluyen agujeros de árboles y grietas de las rocas y puentes.
Esta común y popular especie se ha beneficiado grandemente de la deforestación y los asentamientos humanos, los cuales han incrementado su adecuado hábitat y también el aumento de alimento que le ayuda a esta ave grandemente. En consecuencia, la IUCN no la considera como especie amenazada.